# Rolf Kalmuczak
 (juillet 2019).
Si vous disposez d'ouvrages ou d'articles de référence ou si vous connaissez des sites web de qualité traitant du thème abordé ici, merci de compléter l'article en donnant les références utiles à sa vérifiabilité et en les liant à la section « Notes et références ».
Rolf Kalmuczak, né le 17 avril 1938 à Nordhausen et mort le 10 mars 2007 à Garmisch-Partenkirchen (Allemagne), est un écrivain allemand essentiellement connu sous le pseudonyme de Stefan Wolf grâce au succès de la série de romans pour la jeunesse, TKKG, vendue à plus de quatorze millions d’exemplaires. Trente millions de cassettes audio et de CD TKKG ont également été vendus. 

## Biographie
Rolf Kalmuczak a été rédacteur en chef d'un quotidien, pigiste pour Stern and Quick et conférencier.
Il est l'auteur de la série policière Jerry Cotton (1962- début années 1980), mais c'est tardivement, à 42 ans, qu'il commence à écrire ce qui sera son plus grand succès : les TKKG (1979-2007).
Considéré comme l’écrivain allemand le plus récompensé, il a écrit depuis 1966 plus de 160 livres de jeunesse, 170 romans policiers, 200 romans, 36 scripts de films et des pièces radiophoniques, mais également 2 700 récits de crime pour magazines, ce qui lui a valu à ce titre de figurer dans le Livre Guinness des records pendant sept ans. 
En cinquante années d'activité, il a utilisé plus d'une centaine de pseudonymes. 
Marié et père d'une fille, Rolf Kalmuczak est mort à l'âge de 68 ans après une longue maladie.

## Œuvres principales

### Romans
- TKKG (série pour la jeunesse)
- Cotton (série policière)
- Tom und Locke (série policière pour adolescents)
- Der Magier und das Power-Trio
- Der Puma und seine Freunde

### Scénarios
- Cliff Dexter (1966-1968), série policière plusieurs fois primée, a été créée sur une idée de Rolf Kalmuczak.
- le film Ein Fall für TKKG : Drachenauge (en français, Un cas pour TKKG : L’œil du dragon)[1], a été réalisé par Ulrich König en 1992 sur un scenario de Stefen Wolf.

## Pseudonymes
| - Joe Adler - Claus Alden - Thomas Alden - Ralf Berger - Don Boston - Frank Burger - Fred Burger - Ralph Burger - Red Burger - John Cain - Ray Carson - Henry Carter - Norbert Clausen - Pat Clifford - Cliff Collins - Glenn Collins - Christian Conradi - Cliff Corner - Jerry Cotton - Cecil Count - Perry Dayton - Sefton Deal | - Ralph Decker - Harry Delson - Cliff Dexter - Herb Diery - Mike Donner - Alec B. Dorn - I. Dorn - Frank Douglas - Lionel Dust - Sebastian Eich - Robert Falck - Hector Falk - Robert Falk - Pierre Farot - Helga Fechner - Claus Fellner - Jean-Pierre Ferrer - Henri Ferrier - Georg Fleiden - Tobby Hammer - Jörg Heldt - Martin Hillenburg | - Bert Hillsen - Norbert Hofberg - Udo Horsten - Pierre Jolas - Robbie Kellog - Robert Kellog - Thomas Kolber - Frank Lambert - Tony Lambert - Robert Loewen - Michael Martin - Phil Moreno - Thomas Ness - Tim Norden - Henry Orlik - Jens Orlik - Frank Orloff - Ted Owens - Fred Parker - Robert Paulsen - Fred Plogau - Ross Randall | - Rolf Reiher - Simon Remple - Peter Schadeck - Siggi Seon - Claus Stein - Sebastian Stern - Erik Stettner - Evan Surbank - Martin Tänzer - Peter Trenk - Allan Turner - Marcello Venerdi - Martin Vondrey - Thomas Wank - Tim Wells - Martin Welz - Stefan Welz - Thas Welz - Thomas Welz - Michael Wilkow - Stefan Wolf - Bert Wolfgarten |